# 위뷔 왕
위뷔 왕(Ubu Roi)은 알프레드 자리가 고등학교 시절 물리 교사를 모티프로 삼아 창작한 희곡으로, 전통극 형식을 탈피한 실험적인 작품이다. 위뷔 영감의 권력욕과 악행을 중심으로 한 이야기 전개는 셰익스피어의 〈맥베스〉를 연상시킨다. 자리는 이 작품으로 다다운동과 초현실주의, 부조리 연극의 선구자로서 영향력을 확립했다.

## 설명
〈위뷔 왕〉은 알프레드 자리의 고교 시절 물리 교사 에베르 선생을 모티프로 한 작품이다. 원래 동급생인 샤를 모랭이 ‘폴란드인들’이란 제목으로 구상한 텍스트를 자리가 희곡으로 발전시켜 모랭의 집 헛간에서 인형극으로 공연했다.
전통적인 극 형식에서 벗어나 새로운 표현의 자유와 실험을 탐구하고 있다. 주인공 위뷔 영감은 욕심 많고 비열한 인물로, 권력을 차지하기 위해 갖은 악행을 서슴지 않는다. 라블레와 셰익스피어의 영향이 엿보이는데 특히 여러 면에서 셰익스피어의 <맥베스>를 연상시킨다. 위뷔 어멈이 위뷔 영감을 부추겨 왕위를 찬탈하고 동료들을 배신하고, 복수에 희생된다는 전체적인 이야기 전개가 유사하다.
위뷔에 대한 악의적이기까지 한 묘사는 추악함과 저속함으로 전통적인 인물의 품위를 대체하려는 자리의 의도가 반영된 결과다. 혹자는 위뷔를 ‘재앙 같은 존재’라고 표현하기도 했다. 여기에 미니멀한 무대, 독특한 음악 효과까지 더해져 극의 분위기와 주제가 더욱 강화된다.
이러한 자리의 작업은 19세기 말 연극 혁신 운동 중 가장 주목할 만한 것이었으며 그 영향력 또한 지대했다. 그가 끼친 직접적인 영향으로는 다다운동과 초현실주의를 들 수 있다. 트리스탕 차라와 앙드레 브르통은 주저 없이 초현실주의의 선구자로 자리를 꼽는다. 초현실주의를 대표하는 화가 중 하나인 막스 에른스트는 위뷔를 팽이 모양으로 그린 그림을 남겼다. 그러나 무엇보다도 그는 부조리 연극의 선구자로 확고히 자리매김했다. 등장인물에 대한 전통극과는 전혀 다른 의미 부여, 끊임없는 말장난을 통한 언어 파괴, 논리성을 배제한 극의 구조 등은 부조리 연극 작가들에게 전해져 연극을 거듭나게 하는 계기를 마련해 주었다.